# Congrés Nacional Assiri
El Congrés Nacional Assiri és una organització assíria fundada el 1983 als Estats Units, que reagrupa a organitzacions polítiques i culturals assíries; la seva base principal és a Modesto, Califòrnia. La branca política és el Front Unit Assiri integrada pel Consell de Direcció Assiri Americà (als Estats Units) i el Partit Democràtic de Bet Nahrain (a l'Iraq). Va estar enfrontat al Congrés Nacional Iraquià per la poca atenció als afers assiris. No va aconseguir la consideració d'organització no governamental de les Nacions Unides. Se li va negar l'estatus de força consultiva previ a la invasió americana de l'Iraq. El seu cap és Sargon Dadesho. A les eleccions del 2005 al Kurdistan Dadesho va optar per presentar llista separada mentre el Partit Democràtic de Bet Nahrain optava per anar amb el Partit Democràtic del Kurdistan. Dadesho va formar la llista electoral de l'Assemblea Nacional Assíria.